# Platta

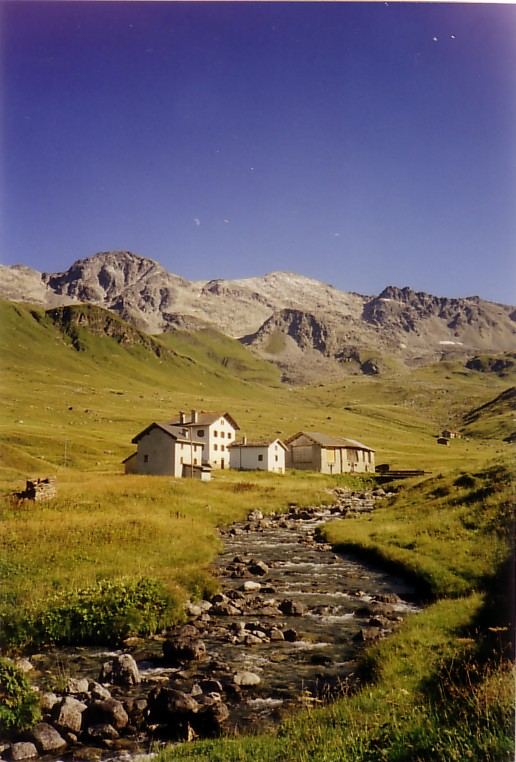
Poblíž sedla Septimerpass

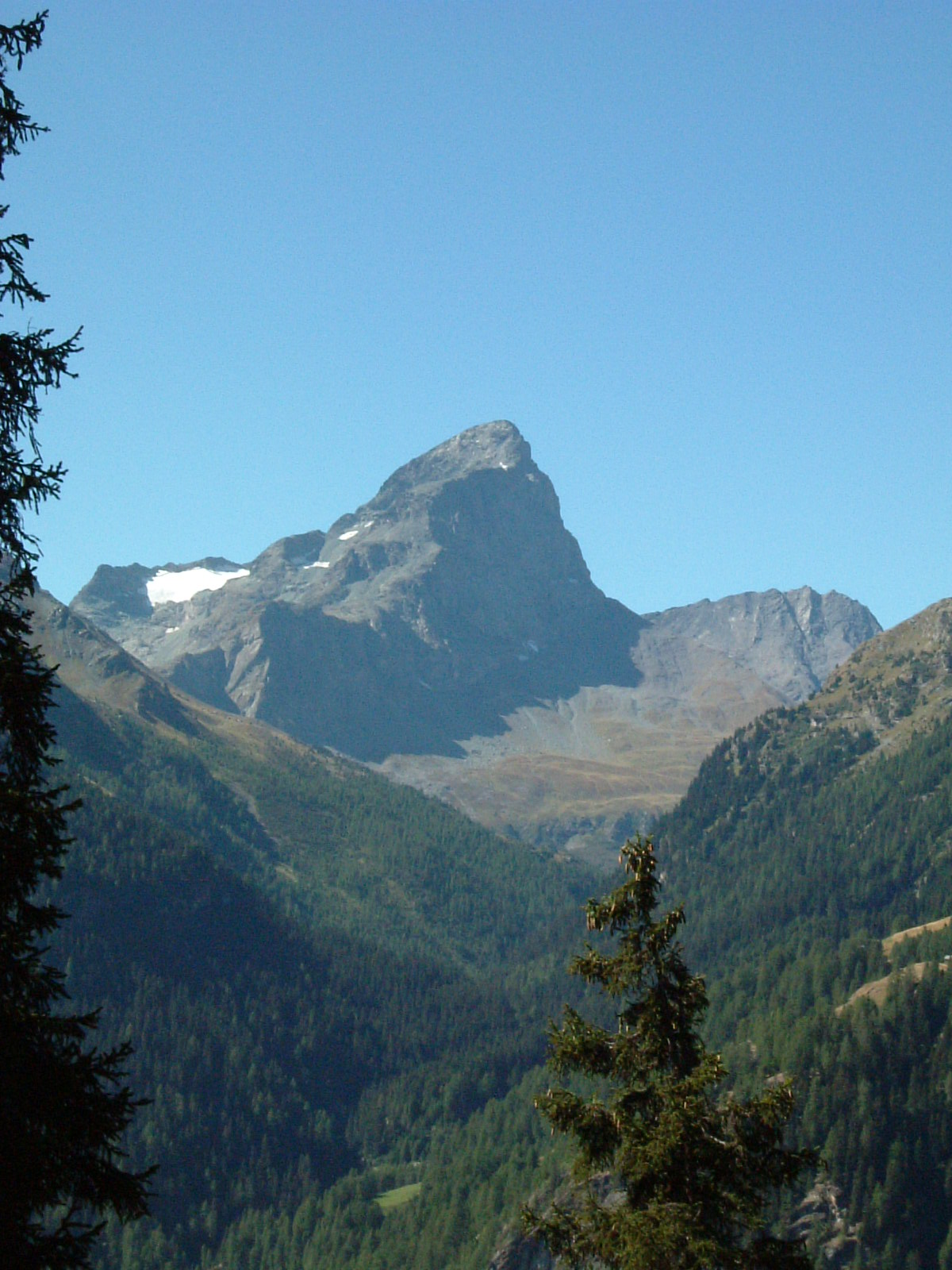
Piz Platta (3 392 m)

Platta (též Oberhalbsteiner Alpen) je horská skupina ve Východních Alpách, na území Itálie (provincie Sondrio) a Švýcarska (kanton Graubünden). Nejvyšším vrcholem je Piz Platta s výškou 3 392 m. Skupina bývá zařazována společně s dalšími pohořími (Bernina, Albula, Silvretta, Rätikon) do tzv. Rétských Alp (Rätische Alpen).

## Poloha
Pohoří zaujímá plochu 700 km². Skupina Platta je oddělena od Lepontských Alp na západě údolím Valle Spluga a sedlem Splügenpass; od Adulských Alp na severozápadě údolím řeky Zadní Rýn; od Plessurských Alp na severu údolím řeky Albuly; od skupiny Albula na východě sedlem Septimerpass a údolím Oberhalbstein, kterým protéká řeka Julia; od pohoří Bernina na jihu údolím Val Bregaglia.

## Geologické složení
Platta má geologickou stavbu typickou pro Centrální krystalické Alpy, jejichž je součástí. Převládají zde metamorfované horniny - ruly, svory, krystalické břidlice.

## Vodstvo a zalednění
Pohoří Platta je odvodňováno řekami Inn, Zadní Rýn, Julia, Liro a Mera. Vede tudy hlavní evropské rozvodí. V sedle Pass Lunghin (2 645 m) na jihovýchodě se nachází trojmoří mezi Severním, Černým a Jaderským mořem. Právě pod Passem Lunghin pramení Inn. V Plattě se nacházejí desítky ledovcových jezer (Lago Ghiacciato, Lago di Emat, Lago dell Aqua Fraggia, Lago da la Duaha, Lago da Lunghin). Na Reno di Lei je vodní nádrž Lago di Lei. Na severních svazích třítisícovek jsou četné malé ledovce. Na jihu pohoří, v údolí Val Bregaglia, jsou vysoké vodopády Cascate delľ Acqua fraggia.

## Významné vrcholy
Často se v Alpské literatuře setkáváme s zařazováním skupiny Platta do pohoří Albula, kde je nejvyšším štítem Piz Kesch (3 418 m).
| - Piz Platta (3 392 m) - Piz Forbesch (3 262 m) - Piz Timun (3 208 m) - Piz Arblatsch (3 203 m) - Jupperhorn (3 167 m) - Tälihorn (3 164 m) - Piz Stella (3 163 m) - Piz Duan (3 131 m) | - Piz Galegione (3 107 m) - Gletscherhorn (3 107 m) - Cima di Lago (3 083 m) - Piz Grisch (3 062 m) - Piz Piot (3 053 m) - Tscheischhorn (3 019 m) - Piz Mäder (3 001 m) - Piz Curver (2 972 m) |  |

## Turismus
Ačkoliv pohoří Platta patří k méně známým a tudíž i méně vyhledávaným částem Alp, rozhodně má svým návštěvníkům co nabídnout. Plattou procházejí dvě dálkové turistické trasy - Trekking Valle Spluga a Sentiero Walser. Poněkud horší je to s dostupností nejvyšších vrcholů - jen na minimum plattských třítisícovek vedou značené trasy. Ovšem většina z nich je doporučeným cílem skialpinistických výstupů. Co se týče sjezdového lyžování, pak ideální podmínky skýtá italské středisko Madesimo.

## Horské chaty
- Rifugio Chiavenna (2 044 m)
- Rifugio La Baitella
- Rifugio Camanin
- Rifugio Mai Tardi (1 850 m)
- Rifugio Stuetta (1 870 m)
- Rifugio Giovanni Bertacchi (2 196 m)
- Rifugio B. del Capriolo (1 961 m)